# Negroroncus tsavoensis
Negroroncus tsavoensis är en spindeldjursart som beskrevs av Volker Mahnert 1981. Negroroncus tsavoensis ingår i släktet Negroroncus och familjen Ideoroncidae. Inga underarter finns listade i Catalogue of Life.